# Diogo Travassos
Diogo Martins Travassos (Lisbona, 31 marzo 2004) è un calciatore portoghese, difensore dello Sporting Lisbona.

## Carriera

### Club
Travassos è cresciuto nel settore giovanile dello Sporting Lisbona, con cui ha firmato il primo contratto professionistico il 7 giugno 2021. Nel settembre del 2024 è stato ceduto in prestito all'Estrela Amadora e poche settimane dopo ha debuttato nell'incontro di Primeira Liga pareggiato 2-2 contro il Boavista.

### Nazionale
Ha giocato nelle nazionali giovanili portoghesi Under-18, Under-19 ed Under-20.

## Statistiche

### Presenze e reti nei club
Statistiche aggiornate al 5 ottobre 2024
| Stagione        | Squadra            | Campionato      | Campionato | Campionato | Coppe nazionali | Coppe nazionali | Coppe nazionali | Coppe continentali | Coppe continentali | Coppe continentali | Altre coppe | Altre coppe | Altre coppe | Totale | Totale | Totale |
| Stagione        | Squadra            | Comp            | Pres       | Reti       | Comp            | Pres            | Reti            | Comp               | Pres               | Reti               | Comp        | Pres        | Reti        | Pres   | Reti   |        |
| --------------- | ------------------ | --------------- | ---------- | ---------- | --------------- | --------------- | --------------- | ------------------ | ------------------ | ------------------ | ----------- | ----------- | ----------- | ------ | ------ | ------ |
| 2021-2022       | Sporting Lisbona B | TL              | 2          | 0          | -               | -               | -               | -                  | -                  | -                  | -           | -           | -           | 2      | 0      |        |
| 2022-2023       | Sporting Lisbona B | TL              | 19         | 0          | -               | -               | -               | -                  | -                  | -                  | -           | -           | -           | 19     | 0      |        |
| 2023-2024       | Sporting Lisbona B | TL              | 3          | 0          | -               | -               | -               | -                  | -                  | -                  | -           | -           | -           | 3      | 0      |        |
| ago. 2024       | Sporting Lisbona B | TL              | 3          | 1          | -               | -               | -               | -                  | -                  | -                  | -           | -           | -           | 3      | 1      |        |
| 2024-2025       | Estrela Amadora    | PL              | 4          | 0          | CP+CdL          | 0               | 0               | -                  | -                  | -                  | -           | -           | -           | 4      | 0      |        |
| Totale carriera | Totale carriera    | Totale carriera | 31         | 1          |                 | 0               | 0               |                    | -                  | -                  |             | -           | -           | 31     | 1      |        |